# Pheidole
Pheidole es un género de hormigas de la subfamilia Myrmicinae, con más de 1000 especies descritas.

## Características
En todas las especies de Pheidole se da un gran polimorfismo en las castas de obreras. Así en todas las colonias hay dos tipos de hembras infértiles: las obreras menores con una longitud de 2-4 mm y un cuerpo normal y las obreras mayores o soldados con una cabeza y mandíbulas grandes respecto a su cuerpo de 2,5-6 mm.
Las antenas con los tres segmentos apicales formando una clava. El pronoto (en algunas especies con dos espinas) y el mesonoto son muy altos.

## Distribución
El género Pheidole se originó en las Américas y ahora es de distribución mundial y ecológicamente dominante. Principalmente está distribuido en las zonas tropicales, pero también se las encuentran en zonas subtropicales y algunas en zonas templadas. En Europa hay 9 especies, todas limitadas al Sur.

## Ecología
Las hormigas del género Pheidole se alimentan de insectos vivos y carroña, alimentos azucarados y desperdicios de comida. Las exploradoras reclutan columnas de obreras hacia la comida.
Se ha observado que las obreras mayores a pesar de ser soldados son tímidas y huyen rápidamente en caso de peligro. En la mayoría de los casos los soldados hacen falta en el interior del nido para romper granos grandes o fuera del nido para transportar objetos grandes.
| Vista frontal de obrera menor de P. purpurea, con escala para apreciar el tamaño |
| Obrera menor                                                                     |

| The top view of a "minor" worker of P. purpurea, with a scale to distinguish size |
| Obrera menor, vista dorsal                                                        |

| The head view of a "major" worker of P. purpurea, with a scale to distinguish size |
| Obrera mayor                                                                       |

| The top view of a "major" worker of P. purpurea, with a scale to distinguish size |
| Obrera mayor, vista dorsal                                                        |

## Algunas especies
- Pheidole teneriffana
- Pheidole acutidens
- Pheidole argentina
- Pheidole anastasii
- Pheidole azteca
- Pheidole bigote
- Pheidole branstetteri
- Pheidole bula
- Pheidole carinote
- Pheidole ceres
- Pheidole chilensis
- Pheidole debilis
- Pheidole deceptrix
- Pheidole elecebra
- Pheidole elongicephala
- Pheidole eowilsoni
- Pheidole epiphyta
- Pheidole fossimandibula
- Pheidole gymnoceras
- Pheidole harrisonfordi
- Pheidole inquilina
- Pheidole inca
- Pheidole janzeni
- Pheidole karolmorae
- Pheidole karolsetosa
- Pheidole laevithorax
- Pheidole lagunculinoda
- Pheidole lanuginosa
- Pheidole leoncortesi
- Pheidole megacephala
- Pheidole microgyna
- Pheidole neokohli
- Pheidole nitidicollis
- Pheidole oculata
- Pheidole ochracea
- Pheidole oculata
- Pheidole pallidula
- Pheidole pararugiceps
- Pheidole parasitica
- Pheidole pegasus
- Pheidole phanigaster
- Pheidole picobarva
- Pheidole psilogaster
- Pheidole punctatissima
- Pheidole peruviana
- Pheidole rhinomontana
- Pheidole rugithorax
- Pheidole sebofila
- Pheidole simplispinosa
- Pheidole symbiotica
- Pheidole ochracea
- Pheidole tepicana
- Pheidole uncagena
- Pheidole vieti

En Europa existen 9 especies:
- Pheidole anastasii
- Pheidole cellarum
- Pheidole flavens
- Pheidole kraepelini
- Pheidole megacephala
- Pheidole pallidula
- Pheidole sinaitica
- Pheidole symbiotica